# Федиевка (Полтавская область)
Федиевка (укр. Федіївка) — село,
Федиевский сельский совет,
Решетиловский район,
Полтавская область,
Украина.
Код КОАТУУ — 5324285401. Население по переписи 2001 года составляло 510 человек.
Найдена на Трехверстовка Полтавской области. Военно-топографическая карта.1869 года как Фадиевка
Является административным центром Федиевского сельского совета, в который, кроме того, входит село
Лучки.

## Географическое положение
Село Федиевка находится на левом берегу реки Ольховатая Говтва,
ниже по течению на расстоянии в 1 км расположено село Лучки,
на противоположном берегу — сёла Славки и Бабичи.

## Экономика
- Молочно-товарная ферма.
- «Федиевская», ЧП.

## Объекты социальной сферы
- Школа.
- Фельдшерско-акушерский пункт.